# 鬱林郡
鬱林郡，為中國古代行政區劃之一，秦朝時置「桂林郡」，漢武帝以後改稱「鬱林郡」。秦、漢時郡治設於布山縣，即今廣西桂平市西，轄境集中在今天的广西壮族自治区境内。

## 秦代
秦代的桂林郡初設於西元前214年。該郡為秦始皇於嶺南地區設置的三郡之一，位置約在今广西壮族自治区一帶，面積達20萬平方公里以上。郡治布山縣（今貴港市城區南岸南江村），該行政中心則設於今日貴港市城區南岸。2008年，在贵港市港北区发现一处西汉至明清的遗址，命名为桂林郡遗址。但贵港市人民政府在2024年更名为贵城遗址。
桂林郡一名應與境中多桂樹有關。桂林郡於秦末為南越朝所轄。

## 漢代
西漢元鼎五年（前112年）漢武帝因南越國內亂派路博德率軍南下，翌年南越滅亡，改置鬱林郡，郡治仍布山縣。統轄布山、安广、河林、广都、中留、桂林、谭中、临尘、定周、领方、增食、雍鸡等县。即現今南宁、百色及柳州大部分地区，玉林北部地区，河池东部和南部地区。

## 行政長官

### 秦朝桂林監
- 史禄[2]
- 居翁[2]

### 漢朝鬱林太守
- 劉外，南陽人，元帝時任[2]。
- 谷永，字子雲，原名並，長安人，建寧中任[2]。
- 謝元孫[2]
- 折國，廣漢人，本張氏因封更折[2]。

### 孫吳鬱林太守
- 陸績，字公紀，吳郡吳人﹐嘉禾初任[2]。
- 史嵩，溧陽人[2]。

### 曹魏鬱林太守
- 毛炅，[2]建寧人。

### 晉朝鬱林太守
- 介登[2]
- 王遐，琅邪臨沂人[2]。
- 孫泰，字敬逺，琅邪人，刺史王懷之板行郡事[2]。

### 劉宋鬱林太守
- 劉勔，字伯猷，彭城郡彭城縣安上里人，孝建初任[2]。

### 齊朝鬱林太守
- 徐超之，東海郯人，永明中任[2]。

### 梁朝鬱林太守
- 荀裴，潁隂人，天監初征俚賊為流矢所中死[2]。